# Maksim Emel'janyčev
Maksim Jur'evič Emel'janyčev (in russo Максим Юрьевич Емельянычев?; Dzeržinsk, 1988) è un direttore d'orchestra e clavicembalista russo.

## Biografia
Nato in una famiglia di musicisti, Emel'janyčev studiò musica al Nižnij Novgorod Choral College dal 1995 al 2003, dove tra i suoi insegnanti figuravano M. A. Samorukova (direttore d'orchestra). Continuò i suoi studi musicali presso il Collegio Statale di Musica Balakirev di Nižnij Novgorod, dove ebbe come insegnanti hanno V. G. Starynin (pianoforte) e A. M. Skul'skij (direzione). Studiò anche direzione d'orchestra con Gennadij Roždestvenskij al Conservatorio di Stato di Mosca.
Emel'janyčev entrò a far parte del gruppo di strumenti d'epoca Il Pomo d'Oro nel 2011. Diventò direttore principale de Il Pomo d'Oro nel 2016. Lui e il gruppo hanno registrato commercialmente per Erato.
Nel marzo 2018 Emel'janyčev ha diretto per la prima volta come ospite la Scottish Chamber Orchestra (SCO), come sostituto d'emergenza di Robin Ticciati. Sulla base di questa apparizione, nel maggio 2018, la SCO annunciò la nomina di Emel'janyčev come suo prossimo direttore principale, a partire dalla stagione 2019-2020.